# Microsoft Paint
Microsoft Paint é um software utilizado para a criação de desenhos simples e também para a edição de imagens. O programa é incluso, como um acessório, no sistema operacional Windows, da Microsoft, e em suas primeiras versões era conhecido como Paintbrush.
Em 24 de julho de 2017, a Microsoft incluiu o Paint na lista de softwares que foram depreciados na atualização Windows 10 Spring Creator. No dia seguinte, a companhia afirmou que o software continuaria sendo disponibilizado através da Microsoft Store. Ele então foi substituído pelo Paint 3D.

## Ferramentas
| Ferramenta                          | Botão esquerdo | Botão direito | Tecla Shift                                                                                                  | Tecla Control |
| ----------------------------------- | --- | --- | --- | --- |
| Selecionar forma livre              | O contorno da área a ser selecionada é desenhado com o mouse enquanto se pressiona o botão. | O contorno da área a ser selecionada é desenhado com o mouse enquanto se pressiona o botão. | Ao mover a seleção, arrasta pela tela (selecione fundo opaco ou transparente na área abaixo das ferramentas) | Copia a seleção ao invés de mover (selecione fundo opaco ou transparente na área abaixo das ferramentas)                                                                       |
| Selecionar retângulo                | Clicando o mouse, desenha um retângulo que será a área selecionada. | Clicando o mouse, desenha um retângulo que será a área selecionada. | Ao mover a seleção, arrasta pela tela (selecione fundo opaco ou transparente na área abaixo das ferramentas) | Copia a seleção ao invés de mover (selecione fundo opaco ou transparente na área abaixo das ferramentas)                                                                       |
| Apagador/Apagador de cor (borracha) | Apaga uma área substituindo qualquer cor pela cor de fundo que estiver selecionada na paleta de cores | Apaga apenas as regiões da figura que tem a cor de frente que estiver selecionada na paleta de cores | (sem efeito)                                                                                                 | [Control] + [+] aumenta o tamanho da borracha e [Control] + [-] diminui |
| Preencher com cor (balde de tinta)  | Preenche uma área com a cor de frente selecionada na paleta de cores | Preenche uma área com a cor de fundo selecionada na paleta de cores | (sem efeito)                                                                                                 | Preenche uma área com a terceira cor selecionada na paleta de cores |
| Selecionar cor (conta-gotas)        | Escolhe uma cor do desenho para ser a cor de frente | Escolhe uma cor do desenho para ser a cor de fundo | (sem efeito)                                                                                                 | Escolhe uma cor do desenho para ser a terceira cor da paleta |
| Lente de aumento (lupa)             | Aumenta a escala da figura | Aumenta a escala da figura | (sem efeito)                                                                                                 | (sem efeito) |
| Lápis                               | Faz um rabisco fino com a cor de frente | Faz um rabisco fino com a cor de fundo | Desenha o risco na vertical, horizontal ou em 45°.                                                           | (sem efeito) |
| Pincel                              | Faz um rabisco com espessura e formato definidos no quadro abaixo às ferramentas, usando a cor de frente | Faz um rabisco com espessura e formato definidos no quadro abaixo às ferramentas, usando a cor de fundo | (sem efeito)                                                                                                 | Faz um rabisco com espessura e formato definidos no quadro abaixo às ferramentas, usando a terceira cor. [Control] + [+] aumenta o tamanho do pincel e [Control] + [-] diminui |
| Spray (lata de spray)               | Colore em um formado pontilhado com a cor de frente | Colore em um formado pontilhado com a cor de fundo | (sem efeito)                                                                                                 | [Control] + [+] aumenta o tamanho do spray e [Control] + [-] diminui |
| Texto (A)                           | Insere texto na figura (selecione fundo opaco ou transparente na área abaixo das ferramentas). | Insere texto na figura (selecione fundo opaco ou transparente na área abaixo das ferramentas). | (sem efeito)                                                                                                 | (sem efeito) |
| Linha                               | Faz uma linha reta com a cor de frente. | Faz uma linha reta com a cor de fundo. | Faz uma linha reta na vertical, horizontal ou em 45°.                                                        | Faz uma linha reta com a terceira cor. [Control] + [+] aumenta a espessura da linha e [Control] + [-] diminui                                                                  |
| Curva                               | Faz uma curva semelhante à Curva de Bézier com a cor de frente. | Faz uma curva semelhante à Curva de Bézier com a cor de fundo. | Inicia o traçado da curva com uma linha reta na vertical, horizontal ou em 45°.                              | Faz uma curva semelhante à Curva de Bézier com a terceira cor. [Control] + [+] aumenta a espessura da linha e [Control] + [-] diminui                                          |
| Retângulo                           | Desenha um retângulo usando (1) a cor de frente como contorno, sem preenchimento; (2) a cor de frente como contorno e a de fundo como preenchimento ou (3) a cor de frente como preenchimento, sem contorno (dependendo da seleção feita na área abaixo das ferramentas). | Desenha um retângulo usando (1) a cor de fundo como contorno, sem preenchimento; (2) a cor de fundo como contorno e a de frente como preenchimento ou (3) a cor de fundo como preenchimento, sem contorno (dependendo da seleção feita na área abaixo das ferramentas). | Desenha quadrados                                                                                            | Usa a terceira cor no lugar da cor de frente ou de fundo (dependendo do botão do mouse) [Control] + [+] aumenta a espessura da linha e [Control] + [-] diminui                 |
| Polígono                            | Faz um polígono (uso análogo ao retângulo) | Faz um polígono (uso análogo ao retângulo) | Desenha os lados do polígono somente na vertical, horizontal ou 45°.                                         | Faz um polígono (uso análogo ao retângulo). [Control] + [+] aumenta a espessura da linha e [Control] + [-] diminui                                                             |
| Elipse                              | Desenha uma elipse (uso análogo ao retângulo). | Desenha uma elipse (uso análogo ao retângulo). | Desenha círculos                                                                                             | Desenha uma elipse (uso análogo ao retângulo). [Control] + [+] aumenta a espessura da linha e [Control] + [-] diminui                                                          |
| Retângulo arredondado               | Desenha um retângulo de cantos curvados (uso análogo ao retângulo). | Desenha um retângulo de cantos curvados (uso análogo ao retângulo). | Desenha um quadrado de cantos curvados.                                                                      | Desenha um retângulo de cantos curvados (uso análogo ao retângulo). |

## Paleta de cores
Clicar com o botão esquerdo - escolhe a cor de frente.
Clicar com o botão direito - escolhe a cor de fundo.
Clicar segurando [Control] - escolhe a terceira cor.
Duplo clique - permite editar a cor, escolhendo entre as cores padrão do Windows ou pelo código RGB

## Pixel Art
O Paint é um programa muito utilizado para a criação de Pixel art, que é a "arte de criar uma imagem pixel-a-pixel" (raster), já que ele possui boas e práticas ferramentas para edição em pequena escala.

## Arquivos suportados
- No Windows 1.x e 2.x, o formato padrão é o MSP, apenas em preto e branco;
- No Windows 3.x, iniciou o suporte a cores e aos formatos PCX e BMP.
- No Windows 98, foi removido o suporte a PCX e MSP criados nas versões anteriores.
- No Windows XP, incluiu o suporte aos formatos JPEG, GIF, TIFF e PNG, com limitações.
- A partir do Windows 7, abre e grava BMP, JPG, JFIF, TIFF, ICO, GIF, PNG, DIB, JPEG, JPE;